# MS Thomson Spirit
El MS Marella Spirit (1983-2018) fue un barco de crucero propiedad de Holland America Line y operado bajo la firma Thomson Holidays. Fue construido en 1983 en Chantiers de l'Atlantique en Francia para la Holland America Line como el MS Nieuw Amsterdam. Entre 2000 y 2001 operó para la United States Lines, una subsidiaria de American Classic Voyages , como el MS Patriot. En 2002 volvió a Holland America Line y fue rebautizado Nieuw Amsterdam, pero no se utilizó en el servicio activo. Durante el mismo año fue fletado a Louis Cruise Lines, que a su vez lo fletó a Thomson Cruises, con quien entró en servicio con el nombre de Thomson Spirit en 2003. En octubre de 2017 Thomsom Cruises, la empresa de este buque se cambió de nombre, a partir de ese momento se llamaría Mallera Cruises y a la vez también el nombre del barco, que seria nombrado como Marella Spirit. En octubre de 2018 acabaría su servicio de crucero después de 35 años de duración. En noviembre sería vendido y desguazado como chatarra en la India.

## Construcción
El Nieuw Amsterdam fue el primero de un par de cruceros idénticos construidos por Chantiers de l'Atlantique en Saint Nazaire, Francia para la Holland America Line (HAL). Su nave hermana es ahora el MS Thomson Celebration. Fue botado el 20 de agosto de 1982. En las etapas finales de la construcción, un incendio destruyó parte de la nave el 24 de junio de 1983, lo que retrasó su entrega a sus propietarios por tres semanas. Fue entregado a HAL en julio de 1983.

## Servicio

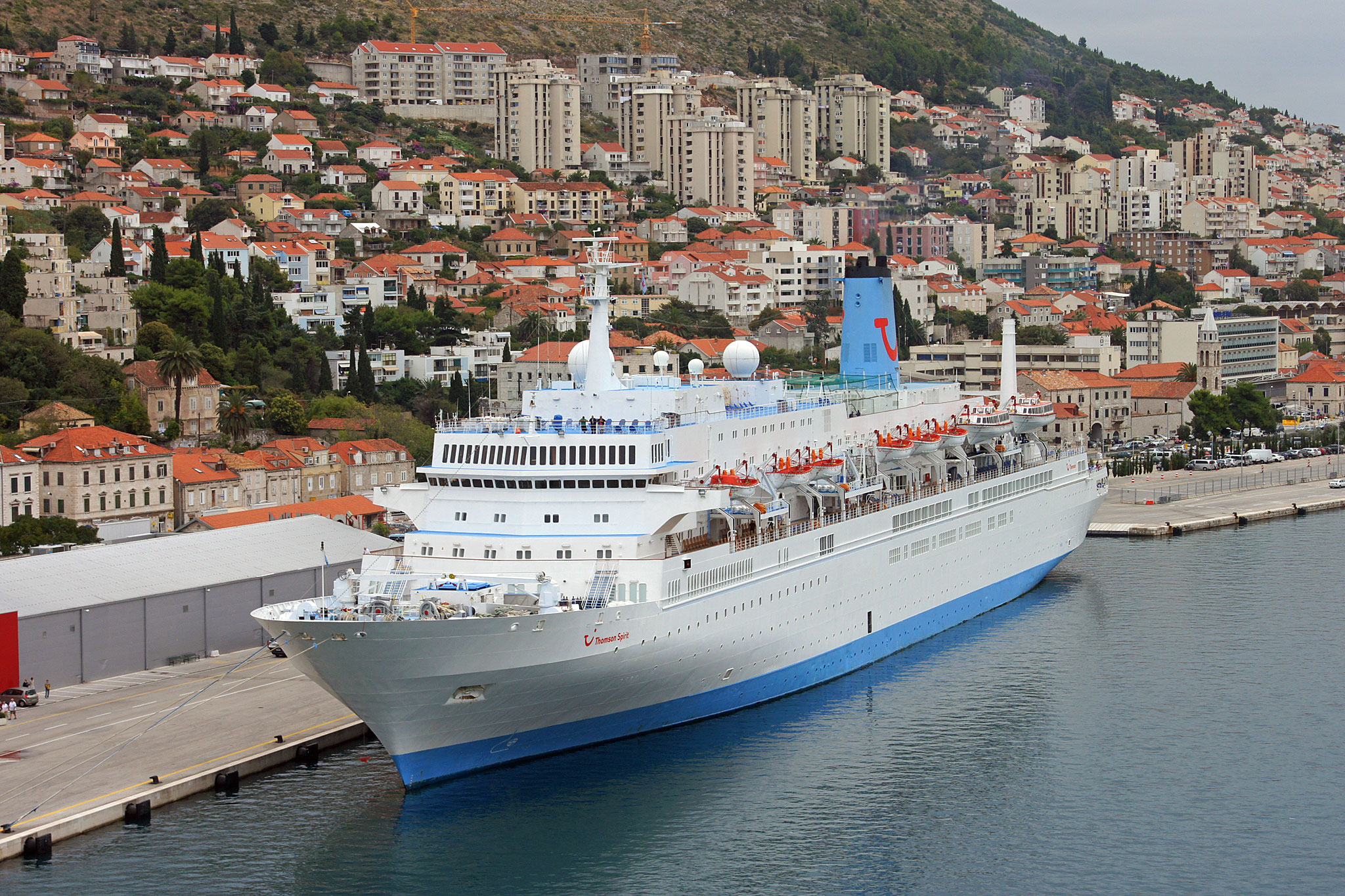
El crucero Thomson Spirit anclado en Dubrovnik, Croacia en octubre de 2010.

### 1983-2000: MS Nieuw Amsterdam
El Nieuw Amsterdam entró en servicio con Holland America Line en julio de 1983, haciendo una travesía transatlántica desde Le Havre a Nueva York. A finales de 1999 el Nieuw Amsterdam fue vendido a American Classic Cruises, con la entrega prevista para octubre de 2000. La nave terminó su travesía final con HAL en Vancouver el 24 de agosto de 2000. Posteriormente navegó sin pasajeros a Sídney, donde fue amarrado como un hotel flotante durante la duración de los Juegos Olímpicos del verano del 2000. El 2 de octubre de 2000, el barco partió de Sídney para San Francisco, donde fue entregado a sus nuevos propietarios.

### 2000-2002: MSPatriot
American Classic Cruises había decidido revivir la histórica United States Lines para operar crucerosdesde Honolulu, y el Patriot iba a ser el primer barco de esta nueva empresa. Inusual para un barco construido fuera de los Estados Unidos, el Patriot se registró en Honolulu. Pero en 18 de octubre de 2001 American Classic Cruises fue declarada en bancarrota debido a las enormes deudas contraídas con el gobierno de Estados Unidos. A raíz de la quiebra de sus propietarios el Patriot fue internado en Honolulu.

### 2002-2003:Nieuw Amsterdam/Spirit
Holland America Line recompró su viejo barco el 27 de enero de 2002, y éste volvió a su antiguo nombre de Nieuw Amsterdam. No volvió a entrar en servicio con HAL, pero permaneció anclado, primero en Honolulu y más tarde en Charleston, Carolina del Sur. En mayo de 2002, el Nieuw Amsterdam fue fletado a la Louis Cruise Lines, rebautizado MS Spirit y navegó a Perama, Grecia para una reforma.

### 2003 en adelante:Thomson Spirit
Tras una larga remodelación en Perama, Louis Cruises sub-fletó el Spirit a Thomson Cruises del 3 de mayo de 2003 en adelante. Al entrar en servicio con Thomson el nombre del buque fue modificado a Thomson Spirit.

### 2017-2018:Marella Spirit
El 9 de octubre de 2017, la empresa Thomson Cruises se cambió de nombre (Marella Cruises) y también el nombre del buque a Spirit, pero en diciembre de ese mismo año se decidió cambiarle de Spirit a Marella Spirit.
Un año más tarde la nave acabaría con su carrera de 35 años de navegación y sería vendido como chatarra y desguazado en India. El 29 de octubre de 2018, el Marella Spirit inició desde el Pireo su último viaje con el nombre de su desguace "Mare S" .